# Bartlett-tétel
A sorbanállás-elméletben a Bartlett-tétel az ügyfelek számának az eloszlását adja meg egy rendszer adott részében, egy rögzített időben. 
Tegyük fel, hogy az ügyfelek a Poisson-folyamat A(t) szerint érkeznek és egymástól függetlenül mozognak. A vizsgált rendszer része E, és annak p(s,t) a valószínűsége, hogy az s időben érkező ügyfél t időben van az E –ben. Ekkor az E rendszerben, t időben az ügyfelek számának Poisson-eloszlása van a következő középértékkel:
{\displaystyle \mu (t)=\int _{-\infty }^{t}A(s)p(s,t)\,\mathrm {d} t.}